# Llyn Aled
Llyn Aled is een meer in Conwy, Wales. Het ligt ten noorden van de A543 en ten noordoosten van Pentrefoelas. Hoewel het een natuurlijk meer is, is er een dam gebouwd om het meer te vergroten. In het meer leven onder andere snoeken.
Het meer voorziet het Llyn Brenig-reservoir van water. Het meer is tevens de bron van de Aled, die oostelijk stroomt.